# Accord de Montana
L'accord de Montana est un accord signé le 30 août 2021 par plusieurs partis civils et formations politiques haïtiennes afin de mettre en place un nouveau gouvernement provisoire à la suite de l'assassinat en juillet 2021 du président Jovenel Moïse. Les membres de l'accord se posent en opposition au gouvernement du Premier ministre Ariel Henry, qui exerce de facto les pouvoirs présidentiels.
L'accord aboutit notamment à l’organisation le 30 janvier 2022 d'un scrutin non officiel par les parlementaires membres de l'accord afin de choisir au suffrage indirect un président provisoire devant mener une période de transition. L'élection de Fritz Jean n'est cependant pas reconnue par le gouvernement d'Ariel Henry, qui conserve le pouvoir.

## Contexte

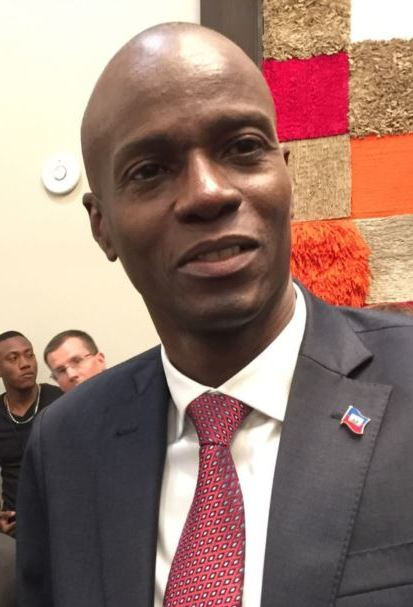
Jovenel Moïse

Le 29 novembre 2016, Jovenel Moïse est élu président de la République.
Faute d'organisation dans les temps des élections parlementaires, Jovenel Moïse gouverne par décret à partir de janvier 2020.
Le 7 février 2021, le Conseil supérieur du pouvoir judiciaire déclare la fin du mandat présidentiel. Le jour même, le gouvernement annonce avoir déjoué une tentative de putsch. Le lendemain, l'opposition annonce nommer le juge Joseph Mécène Jean-Louis comme président par intérim pour une période de transition de deux ans, et la rédaction durant la période d'une nouvelle Constitution consensuelle dans le cadre d'une conférence nationale. Les institutions, paralysées faute d'élections, sont incapables d'ébaucher un plan de sortie de crise. Le Conseil constitutionnel n’existe qu’en théorie. Le Sénat, autorisé par la loi pour dénouer ce genre de situation, se trouve dans l’incapacité de réagir. Du fait de l'absence d’élections pour renouveler sa composition, seul un tiers des sénateurs y siège encore. De même, l'Assemblée nationale ne siège plus depuis janvier 2020 faute de législatives.
Le 7 juillet 2021, le Premier ministre par intérim Claude Joseph annonce l'assassinat de Jovenel Moïse, dans la nuit du 6 au 7 juillet vers 1 h du matin, par un commando qui a attaqué sa résidence privée,. Sa femme aurait été blessée dans l'attaque.
La succession présidentielle est contestée. Alors que la version initiale de la Constitution de 1987 prévoit une succession par le président de la Cour de cassation, ce dernier, René Sylvestre, est mort le 23 juin 2021 du Covid-19 sans avoir été remplacé. La version de 2012 prévoit un intérim par le Conseil des ministres puis l'élection d'un président par l'Assemblée nationale pour terminer le mandat présidentiel. Enfin, le poste de Premier ministre est disputé entre Claude Joseph et Ariel Henry, nommé le 5 juillet.
Joseph Lambert, président du Sénat de la République, est désigné le 9 juillet 2021 par une résolution du Sénat pour assumer la présidence de la République à titre intérimaire. Sa désignation est cependant contestée par le Premier ministre par intérim Claude Joseph. Cette décision est soutenue par de nombreux partis parlementaires, dont le PTHK du défunt président. Ariel Henry est par ailleurs confirmé comme Premier ministre. Son investiture, prévue pour le 10 juillet, est finalement reportée à la demande des États-Unis.
Le 19 juillet, Claude Joseph accepte de démissionner en faveur d'Ariel Henry, demeurant ministre des Affaires étrangères dans le nouveau gouvernement qui prend ses fonctions le lendemain.
Le 12 août, le scrutin est reporté avec un premier tour le 7 novembre 2021 et un second tour le 23 janvier 2022.
La dissolution le 27 septembre du Conseil électoral provisoire par le Premier ministre Ariel Henry reporte de facto sine die le scrutin.

## Transition envisagée
Les signataires de l’accord de Montana (août 2021) et du Protocole d’entente nationale (PEN) modifié, deux des trois derniers accords présentés au pays, ont paraphé, le 11 janvier 2022, un document, fruit d’un consensus, sur la transition à mettre en place pour les deux prochaines années en attendant les nouvelles élections générales pour combler le vide institutionnel dans le pays.
Ce « consensus politique » permettra, selon les organisateurs, de mettre en place une transition de deux ans dirigée par un collège présidentiel de cinq membres, avec un président, un Premier ministre et un cabinet ministériel. Pour le quintet ou collège présidentiel, l’accord de Montana ; le Protocole d’entente nationale (PEN) et le gouvernement en place désigneront chacun un membre ; des organisations importantes de la société civile fourniront les deux autres membres. Inévitablement, ce collège doit avoir au moins une femme.
Les 42 délégués du Conseil national de transition (CNT) ont à voter librement et publiquement pour le président de la République et le Premier ministre provisoires le 30 janvier 2022, soit une semaine avant le 7 février 2022 (fin du mandat de Jovenel Moïse).

## Élection
Le 30 janvier 2022, les parlementaires membres de l'accord procèdent à une élection présidentielle provisoire,.
L'ancien Premier ministre Fritz Jean l'emporte avec plus de 62 % des suffrages exprimés. Il est ainsi élu président de la République, avec une investiture prévue pour le 7 février suivant, afin de mener l'intérim présidentiel pendant deux ans, soit jusqu'au 7 février 2024, date à laquelle sera organisée une nouvelle élection présidentielle.

### Désignation du président de la République
| Candidat             | Candidat             | Parti                | Premier tour | Premier tour |
| Candidat             | Candidat             | Parti                | Voix         | %            |
| -------------------- | -------------------- | -------------------- | ------------ | ------------ |
|                      | Fritz Jean           | Inite                | 25           | 62,50        |
|                      | Edgard Leblanc       | OPL                  | 15           | 37,50        |
|                      |                      |                      |              |              |
| Suffrages exprimés   | Suffrages exprimés   | Suffrages exprimés   | 40           | 95,23        |
| Votes blancs et nuls | Votes blancs et nuls | Votes blancs et nuls | 2            | 4,77         |
| Total                | Total                | Total                | 42           | 100          |

### Désignation du Premier ministre
| Candidat             | Candidat             | Parti                | Premier tour | Premier tour | Second tour | Second tour |
| Candidat             | Candidat             | Parti                | Voix         | %            | Voix        | %           |
| -------------------- | -------------------- | -------------------- | ------------ | ------------ | ----------- | ----------- |
|                      | Steven Benoît        | LAPEH                | 21           | 50,00        | 26          | 65,00       |
|                      | Jean Hénold Buteau   | MRN                  | 17           | 40,47        | 14          | 35,00       |
|                      | Bonivert Claude      | SE                   | 2            | 4,76         |             |             |
|                      | Iswick Théophin      | SE                   | 1            | 2,38         |             |             |
|                      |                      |                      |              |              |             |             |
| Suffrages exprimés   | Suffrages exprimés   | Suffrages exprimés   | 42           | 100,00       | 40          | 95,23       |
| Votes blancs et nuls | Votes blancs et nuls | Votes blancs et nuls | 0            | 0,00         | 2           | 4,77        |
| Total                | Total                | Total                | 42           | 100          | 42          | 100         |

## Suites

### Maintien au pouvoir d'Ariel Henry en 2022
Le 2 février 2022, Ariel Henry met la police en état d'alerte maximale jusqu'au 10 février, en prévision de la date du 7 février, date de la fin du mandat de Jovenel Moïse et considérée par l'opposition comme étant celle de la fin du gouvernement Henry.
L'élection de Fritz Jean n'est cependant pas reconnue par le gouvernement d'Ariel Henry, qui conserve le pouvoir,. Ariel Henry refuse de quitter le pouvoir, estimant que son mandat est d'organiser de nouvelles élections. Le président du Sénat Joseph Lambert estime que le mandat du gouvernement prend fin le 7 février, et qu'au delà de cette date, il ne devrait qu'expédier les affaires courantes jusqu'à la tenue d'une concertation nationale. Les journées du 7 et 8 février sont finalement calmes et se déroulent sans incident.
Le 29 juin, Ariel Henry accepte de dialoguer avec l'accord de Montana. Le 2 août, les négociations échouent.
Le 21 décembre 2022, un nouvel accord politique prévoit la tenue de nouvelles élections en 2023, l'investiture d'un nouveau président pour le 7 février 2024, et l'instauration d'un Haut Conseil de la transition de trois membres et d'un organe de contrôle de l'action gouvernementale. Celui-ci est rejeté par l'accord de Montana.
Le 5 novembre 2023, l'accord de Montana appelle à la désignation d'un nouveau président provisoire et d'un nouveau Premier ministre.

### Crise de 2024 et démission d'Ariel Henry
Aucun point de l'accord de 2022 n'entre en vigueur, à l'exception de la mise en place du HCT et le scrutin n'a pas lieu. Ariel Henry se maintient au-delà de la fin de son mandat le 7 février 2024, ce qui provoque des manifestations massives.
Le 29 février, il annonce des élections d'ici le 31 août 2025. Bloqué à Porto Rico en raison des violences des gangs armés dans Port-au-Prince, après un voyage diplomatique au Kenya avec qui il signe un accord sur le déploiement d'une force de maintien de l'ordre, il tente sans succès de rentrer via les États-Unis, la République dominicaine puis la Jamaïque. Alors qu'il a exclu dans un premier temps de quitter le pouvoir, alors que l'opposant Moïse Jean-Charles propose la mise en place d'un Conseil présidentiel après l'appui d'autres partis,, il démissionne ensuite le 11 mars 2024 après avoir mis en place l’état d’urgence. La décision a été prise lors d'une réunion de la Communauté caribéenne au cours de laquelle les signataires de l'accord de Montana, En avant, le Collectif des signataires de la déclaration du 30 janvier 2023, ont soumis des propositions en vue d'organiser une transition. Les États-Unis ont proposé le remplacement d'Ariel Henry par un Conseil présidentiel.
Il est remplacé par un Conseil présidentiel de sept à neuf membres (dont certains seront des observateurs), avec une gouvernance multicéphale avec un nouveau chef de gouvernement supervisé par le Conseil. Les membres seront choisis par des partis politiques, Montana, et le secteur privé.
Les forces politiques ont jusqu'au 13 mars pour finaliser les noms. Montana choisit Fritz Jean comme représentant.